# Terminalia chebula

Терміналія чебула (Terminalia chebula), загальновідомий як чорний- або гебалічний міробалан — вид Терміналії, батьківщина Південна Азія: від Індії та Непалу на схід до південного заходу Китаю (Юньнань) та на південь від Шрі-Ланки, Малайзії та В'єтнаму.

## Таксономія
Шведський натураліст Андерс Яхан Реціус описав вид.
Відомо багато різновидів, таких як:
- Т. с. вар. chebula — листя і пагони без волосся, або лише волохаті в дуже молодому віці
- Т. с. вар. tomentella — листя і пагони сріблясті до оранжево-волохатих

## Опис
Terminalia chebula — це середньо-велике листяне дерево, виростає до 30 м (98 фут) у висоту, зі стовбуром до 1 м (3 фут 3 дюйм) у діаметрі. Листки чергуються до супротилежних за розташуванням, овальні, 7—8 см (2,8—3,1 дюйм) довжини, і 4,5—10 см (1,8—3,9 дюйм) ширини з 1—3 см (0,39—1,18 дюйм) з черешком. Вони мають гострий кінчик, серцеподібний біля основи, краї цілісні, голі зверху з жовтуватим запушенням знизу. Плід є костянко-схожий, 2—4,5 см (0,79—1,77 дюйм) довжини і 1,2—2,5 см (0,47—0,98 дюйм) ширини, чорнуватий, з п'ятьма поздовжніми хребтами. Тьмяні білі до жовтих квіти однодомні та мають сильний, неприємний запах. Вони містяться в кінцевих шипах або коротких волоті. Плоди — від гладких еліпсоїдних до яйцеподібних кісточок, від жовтого до оранжево-коричневого кольору, з однією кутовою кісточкою.

## Поширення та середовище існування
Терміналія чебула зустрічається по всій Південній та Південно-Східній Азії, включаючи Індію, Шрі-Ланку, Бутан, Непал, Бангладеш, М'янму, Камбоджу, Лаос, В'єтнам, Індонезію, Малайзію, Пакистан та Таїланд. У Китаї — у провінції Юньнань, культивується у Фуцзяні, Гуандуні, Гуансі (Наньнін) та Тайвані (Наньтоу).
В Індії знаходиться в Субігімалайському регіоні від Раві на схід до Західної Бенгалії та Ассаму, піднімаючись до висоти 1 500 м (4 900 фут) в Гімалаях. Це дерево вважається диким у лісах Північної Індії, центральних провінцій та Бенгалії, поширене в Мадрасі, Майсурі та в південній частині президентства Бомбея.
Місце його проживання включає сухі схили до 900 м (3 000 фут) у висоту.

## Вирощування та використання

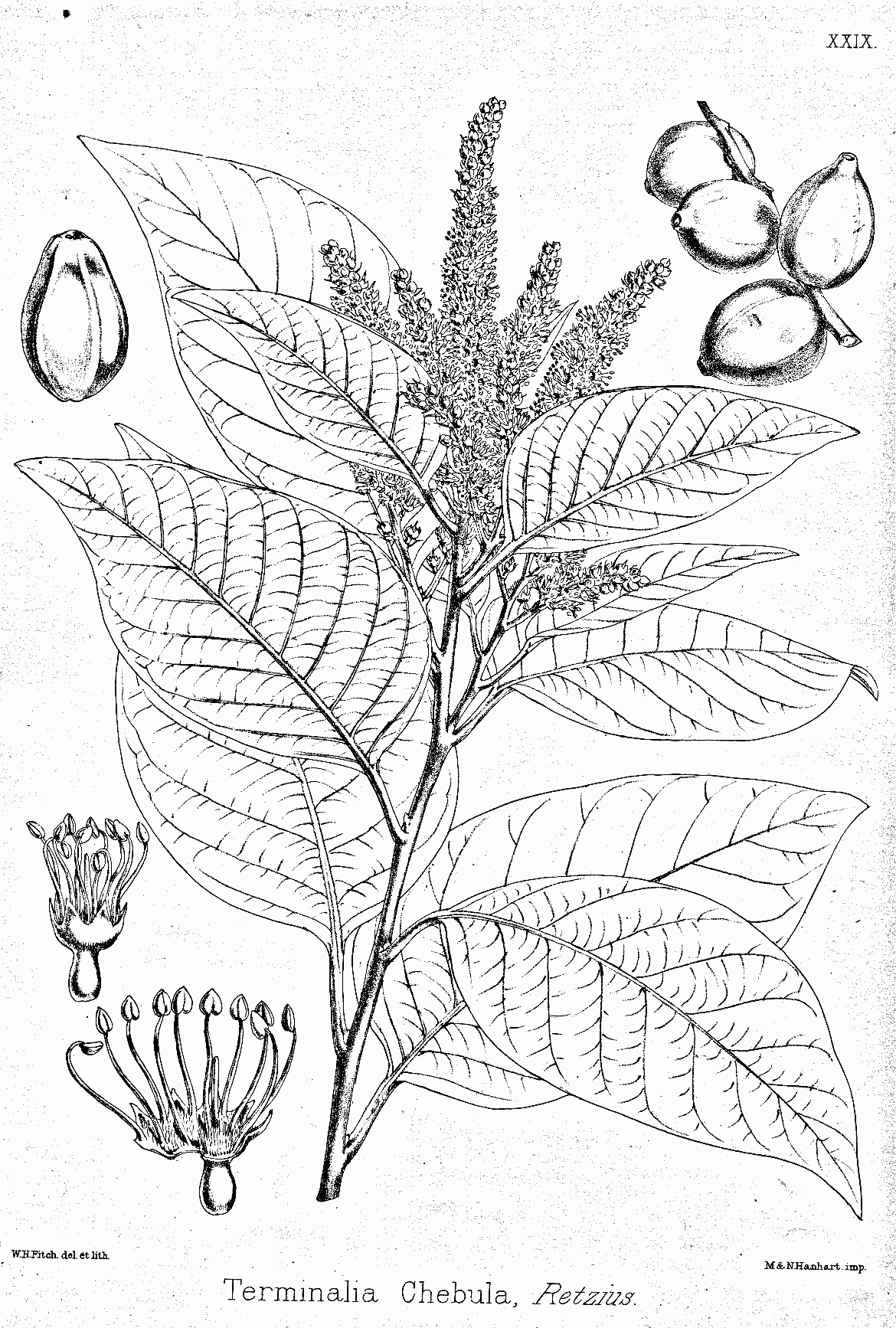
Т. chebula

Це дерево дає дрібні, ребристі та горіхоподібні плоди, які збирають, коли вони ще зелені, а потім маринують, варять з невеликою кількістю доданого цукру у власному сиропі або використовують у консервуваннях. Насіння плоду, яке має еліптичну форму, являє собою абразивне насіння, огорнуте м'ясистою і твердою м'якоттю. Розпізнають сім видів фруктів:
- віджая
- рохіні
- путана
- амріта
- абхайя
- дживанті
- четакі

Виходячи з регіону, де збирають фрукти, а також кольору та форми плодів. Взагалі кажучи, кращим є сорт віджая, який традиційно вирощується на хребті Віндхя в Західно-Центральній Індії та має округлу форму на відміну від більш кутоподібної форми. Плід також забезпечує матеріал для дублення шкіри та фарбування тканини.
Terminalia chebula є основним інгредієнтом аюрведичної композиції Triphala, яка використовується при дисфункціях нирок і печінки. Сухофрукти також використовуються в Аюрведі як передбачуваний протикашльовий, кардіотонічний, гомеостатичний, сечогінний та проносний засіб.

## Хімічний склад
З харитакі було виділено ряд глікозидів, включаючи тритерпени арджунглюкозид I, арджунгенін та хебулозиди I та II. Інші компоненти включають в себе кумарини кон'югований з галовими кислотами під назвою chebulin, а також інші фенольні сполуки, включаючи еллагову кислоту, 2,4-chebulyl-β-D-глюкопіраноз, chebulinic кислоту, галлову кислоту, етилгалат, punicalagin, terflavin A, terchebin, лютеолін та дубильна кислота. Чебулова кислота — це сполука фенольної кислоти, виділена із стиглих плодів. Лютеїнову кислоту можна виділити з кори.
Terminalia chebula також містить терфлавін B, вид таніну, тоді як у плодах міститься хебулінова кислота.

## Галерея

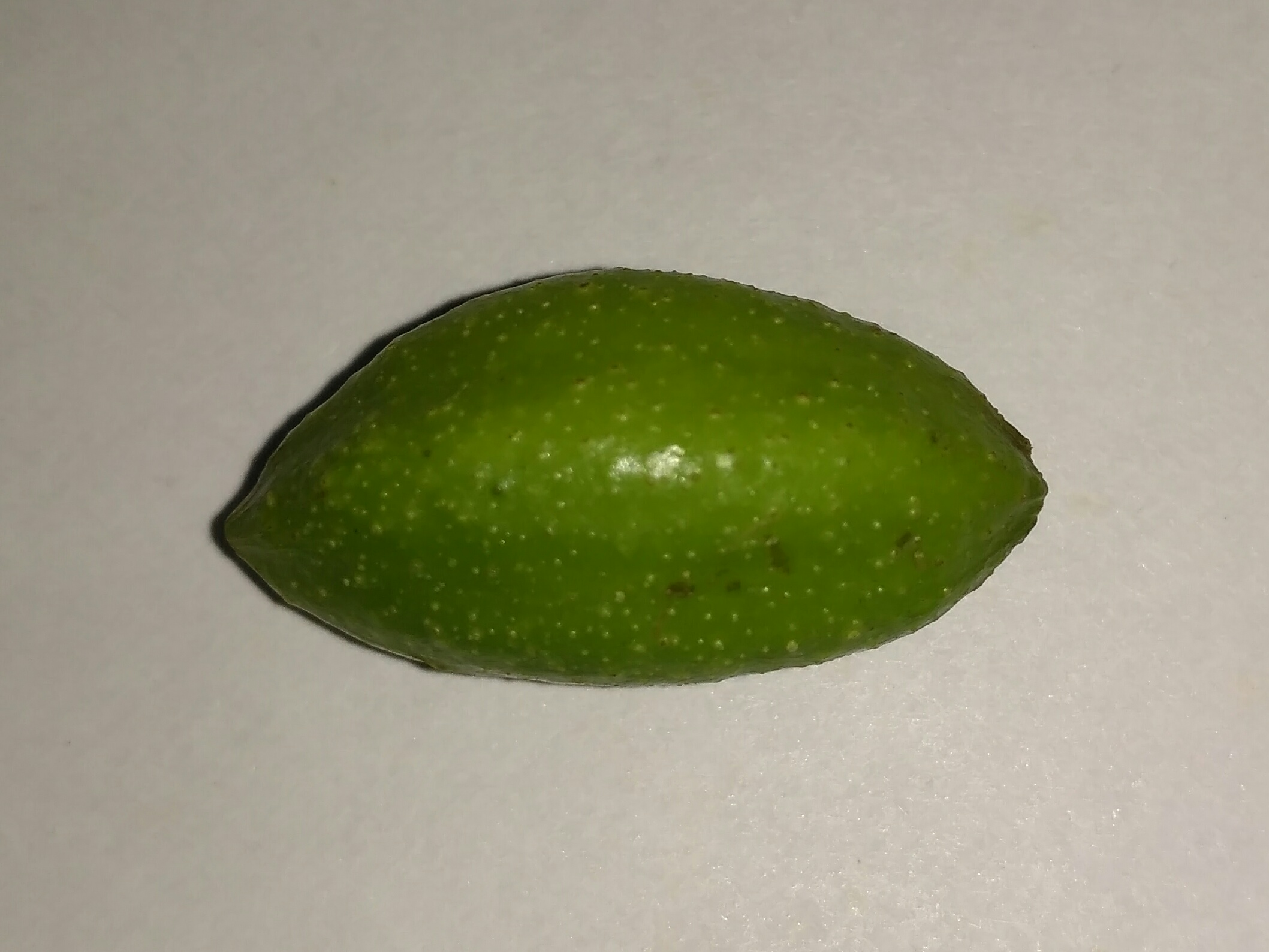
Зелений плід
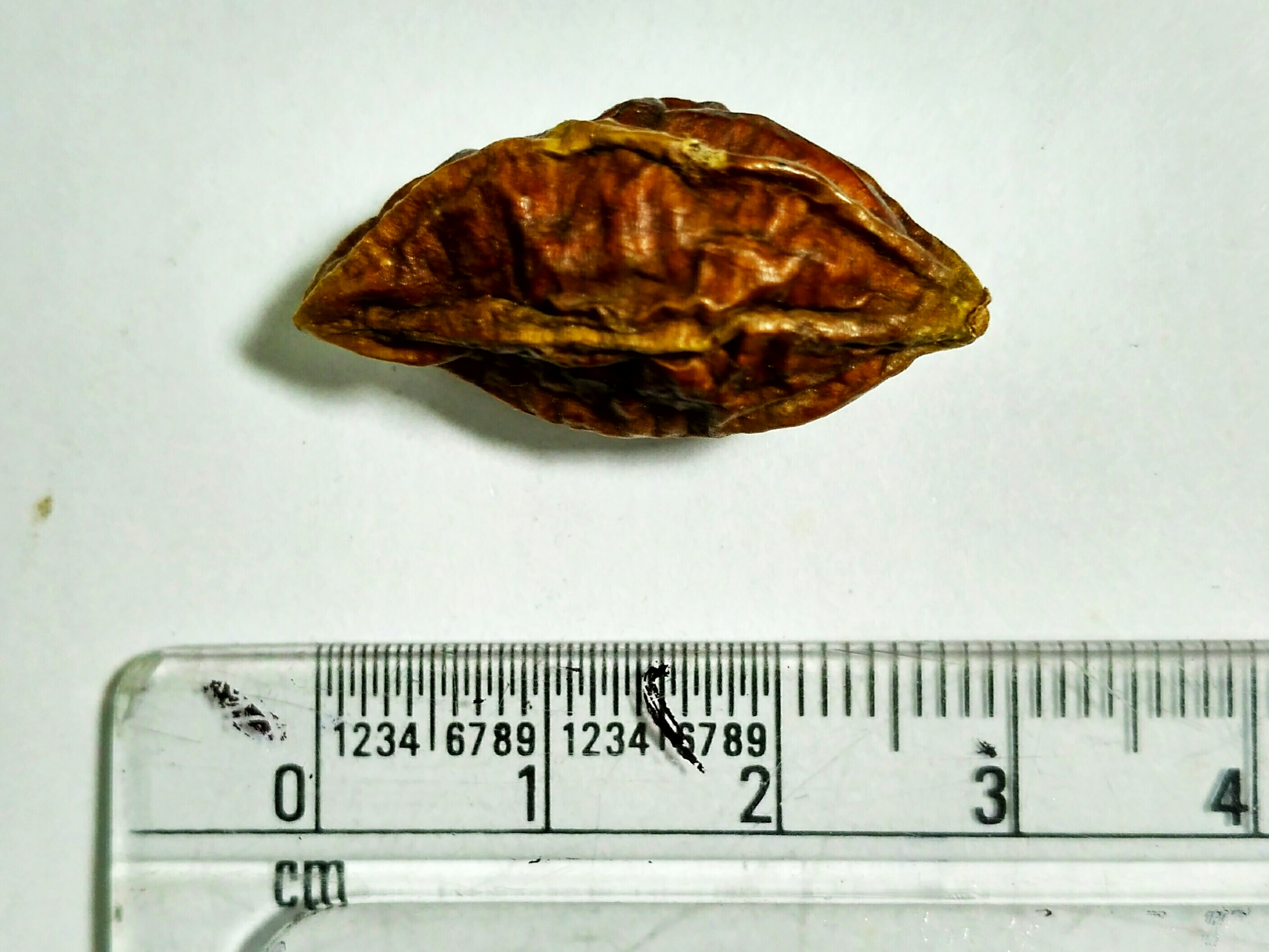
Висушена Т. Чебула біля лінійки
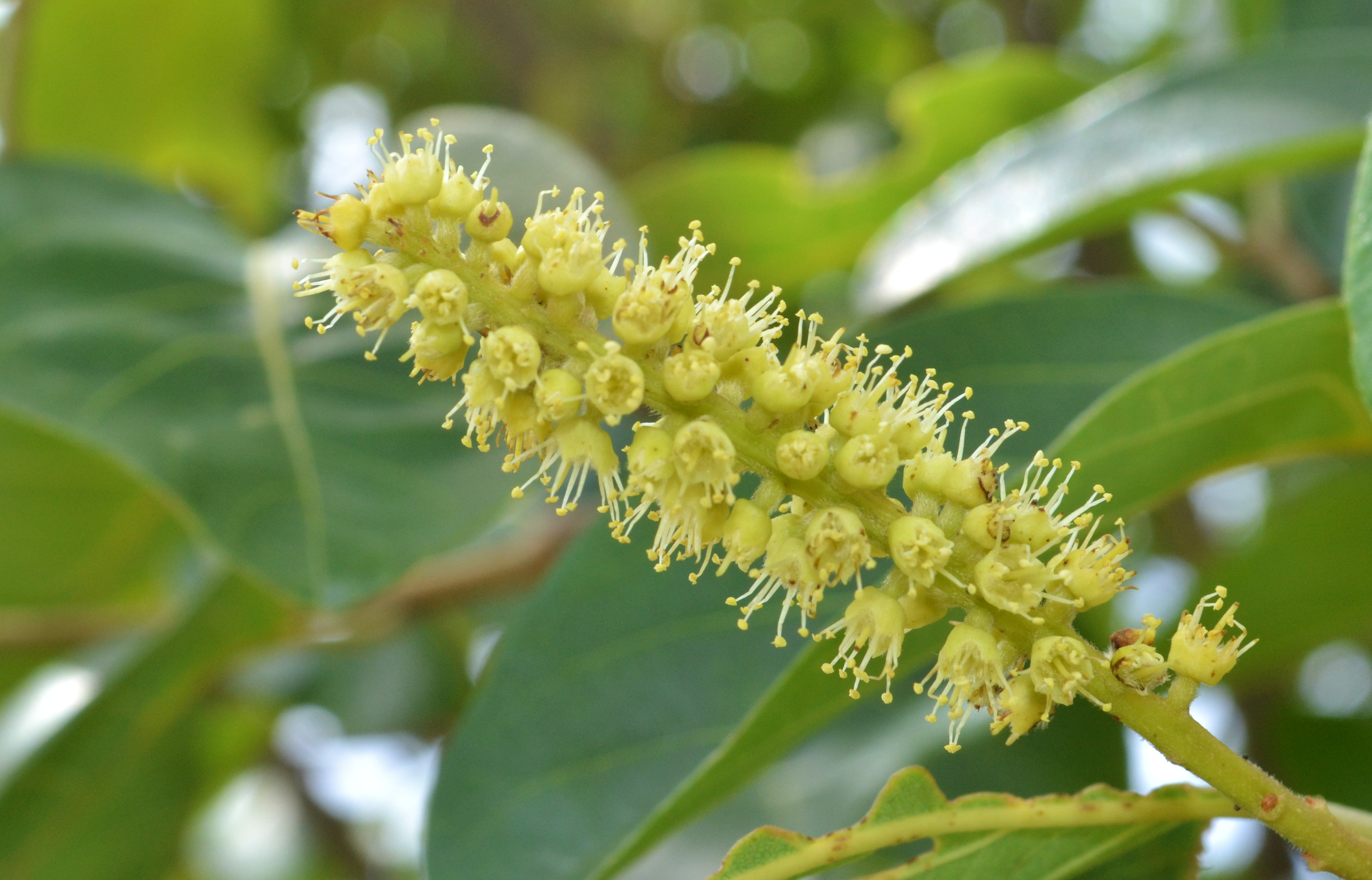
Квіти
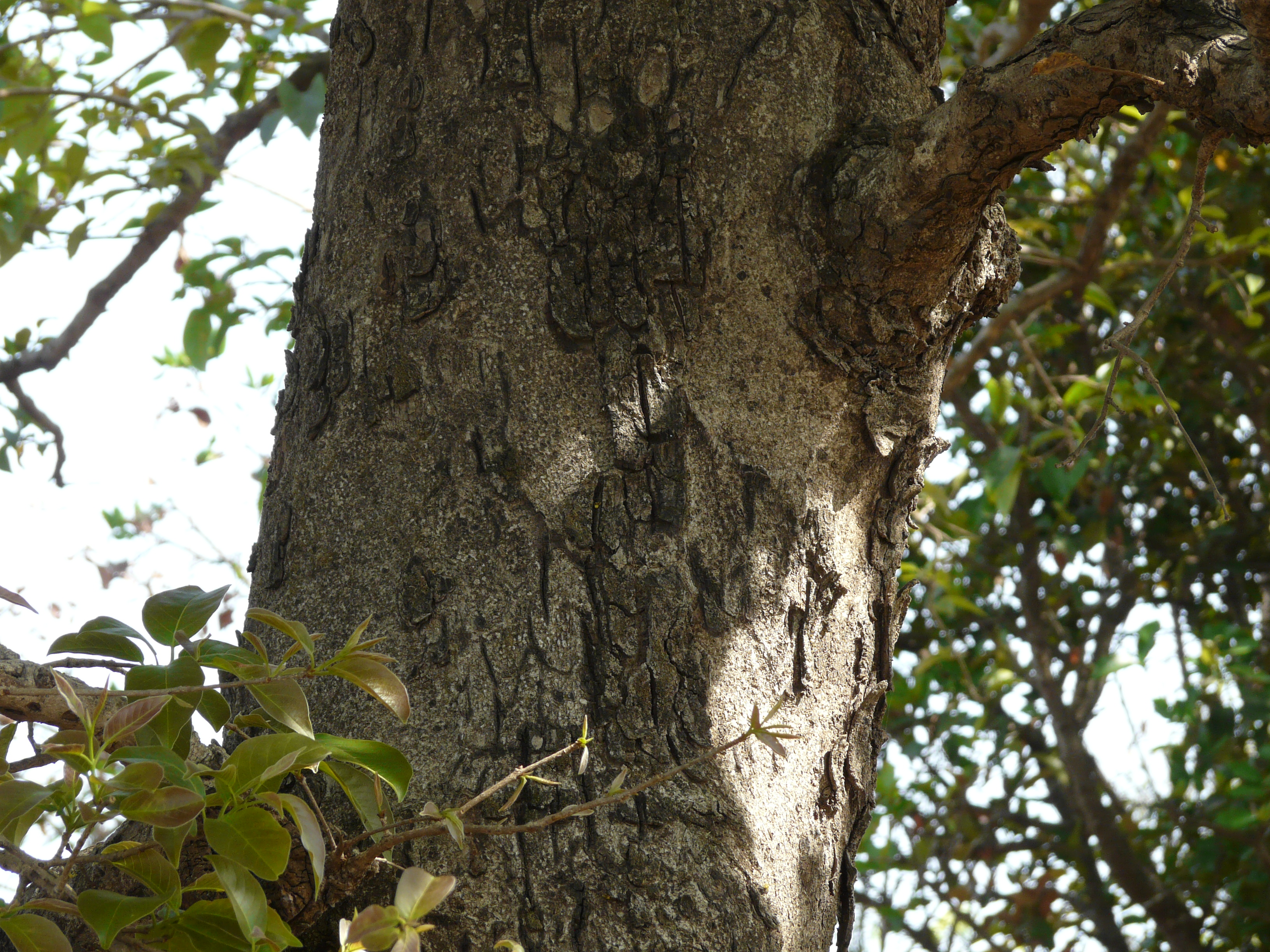
Стовбур